# State Parks in Kentucky
Der US-Bundesstaat Kentucky unterhält 52 State Parks (Stand: November 2010). Die State Parks in Kentucky werden vom Kentucky Department of Parks verwaltet.

## Geschichte
Die Generalversammlung Kentuckys schuf 1924 die State Parks Commission, um landschaftlich reizvolle Gebiete und wichtige historische Stätten zu bewahren. Die Kommission wählte sieben Gebiete als potentielle State Parks aus. 1924 wurde Cumberland State Park, der heutige Pine Mountain State Resort Park, gegründet. Nach dem Zweiten Weltkrieg wurde das Parksystem erheblich ausgebaut.

## Organisation
Die State Parks in Kentucky werden vom Kentucky Department of Parks verwaltet. Das Department unterteilt die Parks in drei Kategorien:
- Resort Parks mit einer Lodge, Restaurant und Unterkünften für Touristen
- Recreational Parks verfügen oft über Campingplätze und dienen als Erholungsgebiete zum Wandern, Angeln, Golfen oder für andere Freizeitaktivitäten
- Historic Sites bewahren teils jahrhundertealte historische Stätten.

Zurzeit gibt es 17 Resort Parks, damit mehr als in jedem anderen US-Bundesstaat, 24 Recreational Parks und 11 Historic Sites. Hinzu kommt noch der Breaks Interstate Park, der gemeinsam mit dem Bundesstaat Virginia verwaltet wird. 

## Alphabetische Auflistung
- Barren River Lake State Resort Park
- Benham-Lynch State Resort Park
- Big Bone Lick State Park
- Blue Licks Battlefield State Park
- Boone Station State Historic Site
- Breaks Interstate Park
- Buckhorn Lake State Resort Park
- Carr Creek State Park
- Carter Caves State Resort Park
- Columbus-Belmont State Park
- Constitution Square State Historic Site
- Cumberland Falls State Resort Park
- Dale Hollow Lake State Park
- Dr. Thomas Walker State Historic Site
- E.P. “Tom” Sawyer State Park
- Fishtrap Lake State Park
- Fort Boonesborough State Park
- General Burnside State Park
- General Butler State Resort Park
- Grayson Lake State Park
- Greenbo Lake State Resort Park
- Green River Lake State Park
- Jefferson Davis State Historic Site
- Jenny Wiley State Resort Park
- John James Audubon State Park
- Kenlake State Resort Park
- Kentucky Dam Village State Resort Park
- Kincaid Lake State Park
- Kingdom Come State Park
- Lake Barkley State Resort Park
- Lake Cumberland State Resort Park
- Lake Malone State Park
- Levi Jackson Wilderness Road State Park
- Lincoln Homestead State Park
- Mineral Mound State Park
- My Old Kentucky Home State Park
- Natural Bridge State Resort Park
- Nolin Lake State Park
- Old Fort Harrod State Park
- Old Mulkey Meetinghouse State Historic Site
- Paintsville Lake State Park
- Pennyrile Forest State Resort Park
- Perryville Battlefield State Historic Site
- Pine Mountain State Resort Park
- Pine Mountain Trail State Park
- Rough River Dam State Resort Park
- Taylorsville Lake State Park
- Waveland State Historic Site
- White Hall State Historic Site
- Wickliffe Mounds State Historic Site
- William Whitley House State Historic Site
- Yatesville Lake State Park